# William Hubert Burr
William Hubert Burr  (* 14. Juli 1851 in Watertown (Connecticut); † 13. Dezember 1934 in New York City) war ein US-amerikanischer Bauingenieur.

## Leben
Burr studierte Bauingenieurwesen am Rensselaer Polytechnic Institute (RPI) mit dem Diplom 1872. Danach war er bei der Brückenbaufirma Philipsburg Manufacturing Company und nach deren Insolvenz 1874 bei den städtischen Wasserwerken in Newark (New York).  Ab 1875 lehrte er Mechanik am RPI und wurde dort 1876 Professor. Ab 1884 war er wieder in der Bauindustrie. Er war Assistent von Adolphus Bonzano bei der Phoenix Bridge Company, bei der er an mehreren bedeutenden Brücken in den USA mitwirkte, und 1891 wurde er Geschäftsführer der auf Gründungen spezialisierten Firma Sooysmith in New York. 1892/93 war er Professor an der Harvard University und 1893 bis 1916 an der Columbia University.
1899 war er im Ausschuss des US-Präsidenten für das Projekt des Panamakanals und beriet New Yorker Behörden zum Beispiel beim Catskill Äquadukt. Dabei hielt er auch 1902 vor der Cooper Union im gleichen Jahr veröffentlichte Vorträge, auch zur Geschichte des Bauwesens. Zu seinen Bauwerken gehört die Arlington Bridge über den Potomac in Washington mit 58 m Spannweite. Von ihm stammen mehrere Lehrbücher über Baustatik, Brückenbau und Festigkeitslehre.
1914 wurde Burr in die American Academy of Arts and Sciences gewählt.

## Schriften
- The elasticity and resistance of materials of engineering. Wiley, New York 1883.
- A course on the stresses in bridges and roof trusses, arched ribbs and suspension bridges. 4. Auflage. Wiley, 1888.
- Ancient and modern engineering and the Isthmian Canal. Wiley, 1902.
- mit M. S. Falk: The design and construction of metallic bridges. Wiley, New York 1905.
- mit M. S. Falk: The graphic method by influence lines for bridge and roof computations. Wiley, 1905.